# Aubigny-les-Clouzeaux
Aubigny-les-Clouzeaux es una comuna nueva francesa situada en el departamento de Vandea, de la región de Países del Loira.

## Historia
Fue creada el 1 de enero de 2016, en aplicación de una resolución del prefecto de Vandea del 3 de diciembre de 2015 con la unión de las comunas de Aubigny y Les Clouzeaux, pasando a estar el ayuntamiento en la antigua comuna de Aubigny.

## Demografía
| Gráfica de evolución demográfica de Aubigny-les-Clouzeaux entre 1800 y 2013 |
|                                                                             |

Los datos parciales entre 1800 y 2012 son el resultado de sumar los parciales de las dos comunas que forman la nueva comuna de Aubigny-les-Clouzeaux, cuyos datos se han cogido de 1800 a 1999 (o a 2006 según corresponda), para las comunas de Aubigny y Les Clouzeaux de la página francesa EHESS/Cassini. Los demás datos se han cogido de la página del INSEE.

## Composición
| Comuna delegada | Código INSEE | Población (2013) | Superficie (km²) | Densidad (hab./km²) |
| --------------- | ------------ | ---------------- | ---------------- | ------------------- |
| Aubigny         | 85008        | 3483             | 25.79            | 135                 |
| Les Clouzeaux   | 85069        | 2591             | 26.49            | 98                  |